# Nigma
Genre
Nigma est un genre d'araignées aranéomorphes de la famille des Dictynidae.

## Distribution
Les espèces de ce genre se rencontrent en Europe, en Asie et en Afrique.

## Liste des espèces
Selon World Spider Catalog (version 26, 12/07/2025) :
- Nigma albida (O. Pickard-Cambridge, 1885)
- Nigma conducens (O. Pickard-Cambridge, 1876)
- Nigma flavescens (Walckenaer, 1830)
- Nigma gertschi (Berland & Millot, 1940)
- Nigma hortensis (Simon, 1870)
- Nigma laeta (Spassky, 1952)
- Nigma longipes (Berland, 1914)
- Nigma nangquianensis (Hu, 2001)
- Nigma puella (Simon, 1870)
- Nigma shiprai (Tikader, 1966)
- Nigma tuberosa Wunderlich, 1987
- Nigma walckenaeri (Roewer, 1951)

## Systématique et taxinomie
Ce genre a été décrit par Lehtinen en 1967 dans les Dictynidae.

## Publication originale
- Lehtinen, 1967 : « Classification of the cribellate spiders and some allied families, with notes on the evolution of the suborder Araneomorpha. » Annales Zoologici Fennici, vol. 4, p. 199-468.